# Pseudopyrausta
Pseudopyrausta là một chi bướm đêm thuộc họ Crambidae.